# 1358 pr. n. št.

## Rojstva
- Šupiluliuma I., kralj Hetitov († 1321 pr. n. št.)